# Kathedrale Saint-Boniface

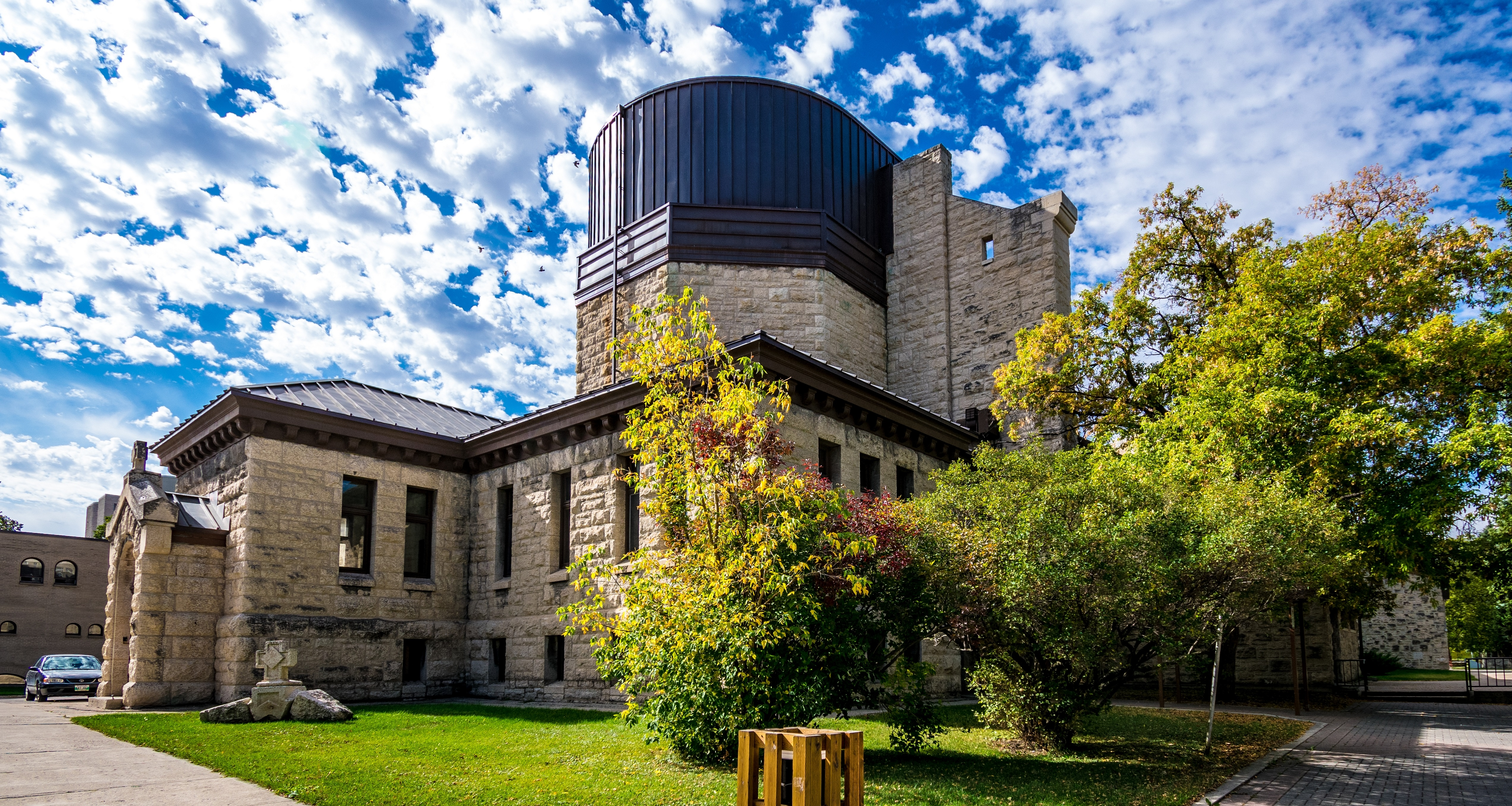
Nordostansicht, Chor der neuen Kathedrale

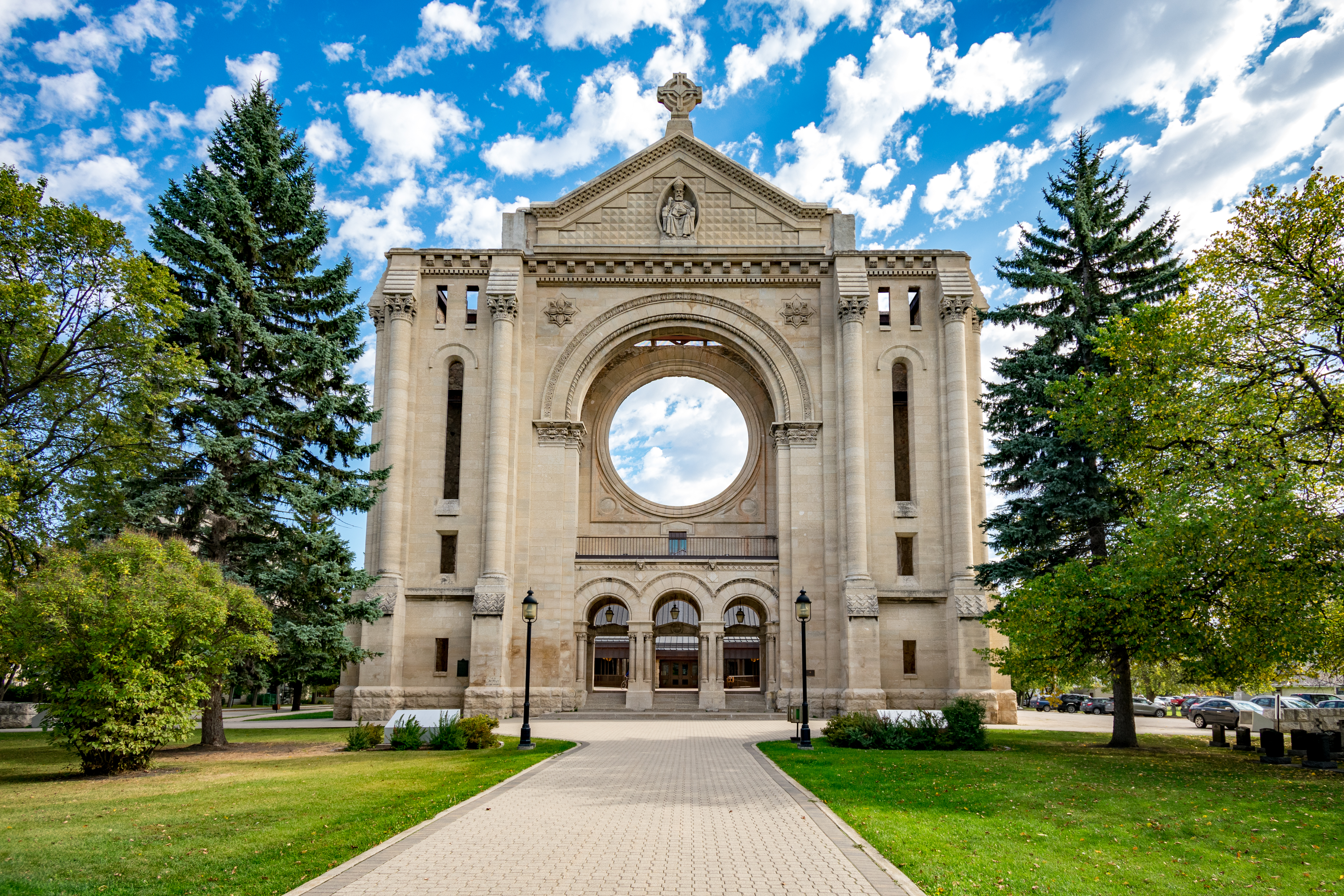
Westansicht, historische Portalfassade

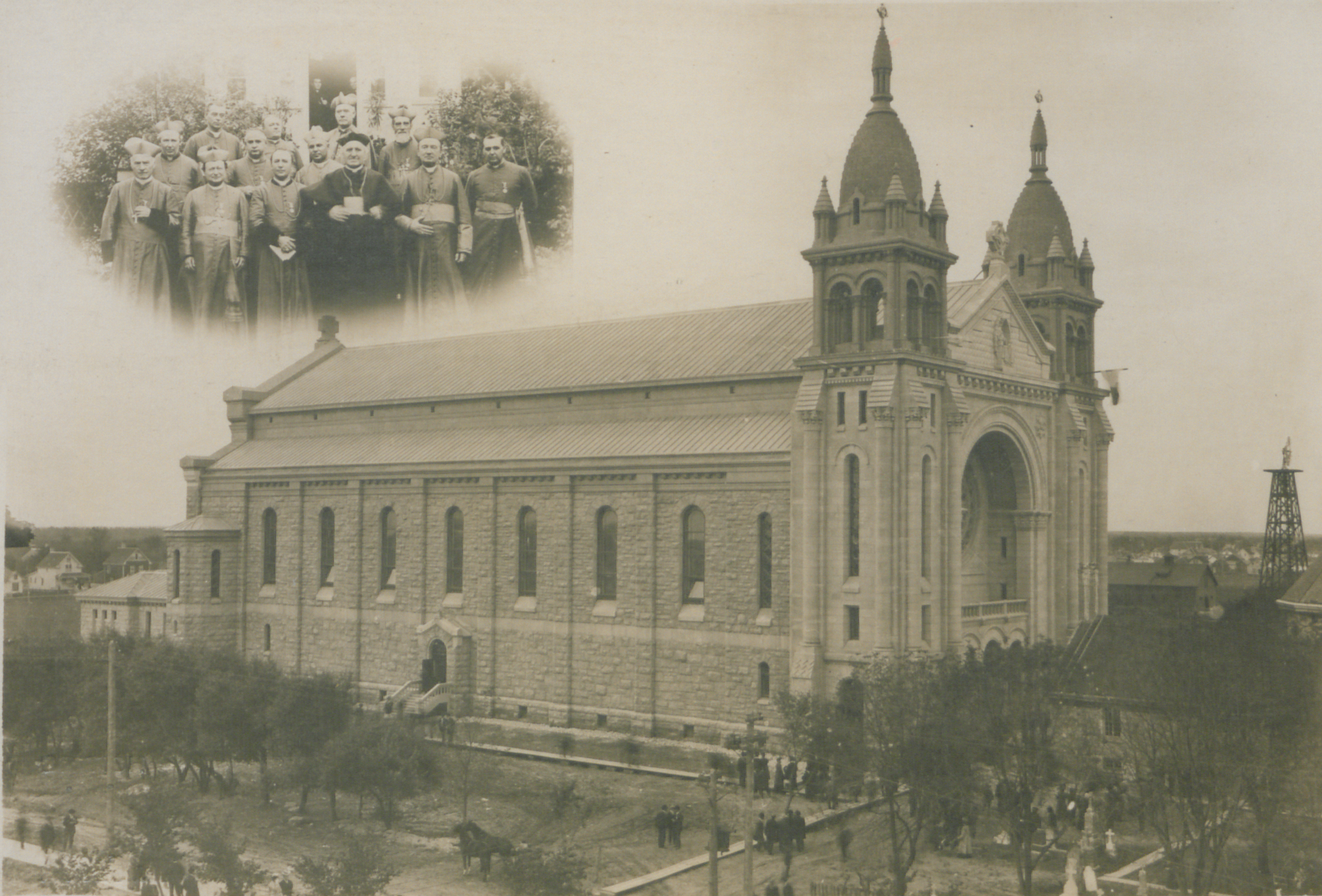
Alte Kathedrale um 1908

Die Kathedrale Saint-Boniface ist die römisch-katholische Kathedrale des Erzbistums Saint-Boniface und liegt im östlichen, französischsprachigen Stadtteil Saint-Boniface von Winnipeg, Manitoba, Kanada. Die dem hl. Bonifatius gewidmete Kirche trägt zusätzlich den Titel einer Basilica minor.

## Geschichte
Nachdem bereits eine erste Kapelle auf dem Gelände nahe dem Red River stand, veranlasste Joseph-Norbert Provencher, Priester und späterer Bischof, 1818 den Bau einer kleinen Blockkapelle aus Eichenstämmen. Im Jahr 1832 baute Bischof Provencher die Kirche, die 1844 zur ersten Kathedrale des neuen Bistums wurde. Am 14. Dezember 1860 zerstörte ein Feuer dieses Gebäude. 1862 baute Bischof Alexandre-Antonin Taché die Kathedrale steinern neu auf.
Louis Riel, dem heute als „Vater Manitobas“ nationale Bedeutung zuerkannt wird, wurde 1885 nach seiner Hinrichtung auf dem Friedhof der Kathedrale beigesetzt. Sein Grab wird viel besucht.
Um 1900 war Saint-Boniface die fünftgrößte Stadt im Westen Kanadas und brauchte eine größere Kathedrale. Die ortsansässigen Unternehmer Senecal und Smith wurden beauftragt, eine neue Kathedrale nach Plänen des Montrealer Architekten Jean-Omer Marchand zu bauen. Am 15. August 1906 weihte Erzbischof Louis-Philippe-Adélard Langevin die Kathedrale ein, die eine der imposantesten Kirchen im Westen Kanadas war. 1949 erhielt die Kathedrale durch Papst Pius XII. zusätzlich den Titel einer Basilica minor verliehen.
Am 22. Juli 1968 wurde die Kathedrale bei einem Brand schwer beschädigt. Große Teile der Kathedrale wurden zerstört, nur die Fassade, die Sakristei und die Mauern der alten Kirche blieben erhalten.
1972 wurde hinter der Fassade von 1906 eine neue, kleinere Kathedrale von Étienne Gaboury und Denis Lussier unter Verwendung der alten Mauern errichtet. 1994 wurde das Gebäude in die Liste der Historischen Stätten Kanadas aufgenommen.